# Гімн Диканського району
Гімн Дика́нського райо́ну — один із символів Диканського району, пісня на слова В. Булави, музика В. Пащенка
Гімн Диканщини
У боротьбі за віру, честь і волю,

Диканський край уславився на віки.

І ми тепер знайшли щасливу долю,

Яку весь час шукали козаки.

Приспів: 

Хай чистими будуть диканські джерельця,

З яких п’є безсмертя наших сіл оберіг!

Спасибі, мій краю, за те, що у серці

Святу Україну ти у нащадках зберіг!

Бузковий гай, дуби в лісах диканських

Чарують світ ще з давньої пори,

Башкирцева стрічала тут світанки

І Гоголь так прославив вечори!

Приспів.
«Диканька» — так планету охрестили,

І в космосі про край наш згадка є!

Диканський край всі з гордістю любили, 

Хай квітне він, допоки світ живе!

Приспів.